# Абрахам Симпсон
Абрахам Џебедаја „Ејб“ Симпсон Други (енгл. Abraham Jebediah "Abe" Simpson II), познатији као дека Симпсон (енгл. Grampa Simpson), је измишљени лик из анимиране ТВ серије Симпсонови. Глас му је позајмио Ден Кастеланета.